# راندي وايت (كرة سلة)
راندي وايت (بالإنجليزية: Randy White)‏ مواليد 4 نوفمبر 1967 في شريفبورت، هو لاعب كرة سلة أمريكي سابق بدأ مسيرته الاحترافية في سنة 1989 حيث تم اختياره من قبل فريق دالاس مافيريكس خلال الدرافت وحمل الرقم 33 و52. يبلغ طوله 6 قدم 8 بوصة (2.0 م). اعتزل اللعب في 1999.

## فرق لعب لها
- دالاس مافيريكس
- جوفينتوت بادالونا
- مكابي تل أبيب لكرة السلة
- نادي سسكا موسكو لكرة السلة

## إحصائيات المسيرة

### الموسم الاعتيادي
| السنة   | الفريق         | لعب | بدأ | دقيقة | ميداني% | ثلاثية | حرة  | ارتداد | صنع | استلاب | تصدي | نقطة |
| ------- | -------------- | --- | --- | ----- | ------- | ------ | ---- | ------ | --- | ------ | ---- | ---- |
| 1989–90 | دالاس مافيريكس | 55  | 2   | 12.9  | .369    | .071   | .562 | 3.1    | .4  | .4     | .1   | 4.3  |
| 1990–91 | دالاس مافيريكس | 79  | 29  | 24.1  | .398    | .162   | .707 | 6.4    | .8  | 1.0    | .6   | 8.8  |
| 1991–92 | دالاس مافيريكس | 65  | 12  | 15.7  | .380    | .148   | .765 | 3.6    | .5  | .5     | .3   | 6.4  |
| 1992-93 | دالاس مافيريكس | 64  | 20  | 22.4  | .435    | .238   | .750 | 5.8    | .8  | 1.0    | .7   | 9.7  |
| 1993-94 | دالاس مافيريكس | 18  | 3   | 17.8  | .402    | .300   | .576 | 4.6    | .6  | .6     | .6   | 6.4  |
| المسيرة |                | 281 | 66  | 19.2  | .401    | .193   | .707 | 4.9    | .6  | .7     | .4   | 7.4  |

### التصفيات
| السنة   | الفريق         | لعب | بدأ | دقيقة | ميداني% | ثلاثية | حرة  | ارتداد | صنع | استلاب | تصدي | نقطة |
| ------- | -------------- | --- | --- | ----- | ------- | ------ | ---- | ------ | --- | ------ | ---- | ---- |
| 1989–90 | دالاس مافيريكس | 1   | 0   | 2.0   | .000    | .000   | .000 | .0     | .0  | .0     | .0   | 0.0  |
| المسيرة |                | 1   | 0   | 2.0   | .000    | .000   | .000 | .0     | .0  | .0     | .0   | 0.0  |

## روابط خارجية
- راندي وايت على موقع إن بي أي (الإنجليزية)
- راندي وايت على موقع سبورتس رفرنس (الإنجليزية)
- راندي وايت على موقع الدوري الإسباني لكرة السلة (الإسبانية)
- راندي وايت على موقع كلية كرة السلة في سبورتس رفرنس.كوم (الإنجليزية)
- راندي وايت على موقع ريلجم (الإنجليزية)
- راندي وايت على موقع بروبوليرز (الإنجليزية)
- راندي وايت على موقع سبورتس رفرنس (الإنجليزية)